# Rajd Madery 2006
Rajd Madery 2006 (47. Rali Vinho da Madeira) – 47. edycja rajdu samochodowego Rajd Madery rozgrywanego w Portugalii. Rozgrywany był od 3 do 5 sierpnia 2006 roku. Była to szósta runda Rajdowych Mistrzostw Europy w roku 2006 oraz trzecia runda Intercontinental Rally Challenge w roku 2006 i piąta runda Rajdowych Mistrzostw Portugalii. Składał się z 19 odcinków specjalnych.

## Klasyfikacja rajdu
| Miejsce                           | Kierowca                          | Pilot                             | Samochód                          | Czas                              | Strata                            |                                   |
| Klasyfikacja generalna, IRC i ERC | Klasyfikacja generalna, IRC i ERC | Klasyfikacja generalna, IRC i ERC | Klasyfikacja generalna, IRC i ERC | Klasyfikacja generalna, IRC i ERC | Klasyfikacja generalna, IRC i ERC | Klasyfikacja generalna, IRC i ERC |
| --------------------------------- | --------------------------------- | --------------------------------- | --------------------------------- | --------------------------------- | --------------------------------- | --------------------------------- |
| 1.                                | Giandomenico Basso                | Mittia Dotta                      | Fiat Abarth Grande Punto S2000    | 3:07:23.4                         | 0.0                               |                                   |
| 2.                                | Armindo Araujo                    | Miguel Ramalho                    | Mitsubishi Lancer Evo VIII MR     | 3:08:38.2                         | +1:14.8                           |                                   |
| 3.                                | Fernando Peres                    | José Pedro Silva                  | Mitsubishi Lancer Evo IX          | 3:10:15.0                         | +2:51.6                           |                                   |
| 4.                                | Bruno Magalhaes                   | Paulo Grave                       | Peugeot 206 S1600                 | 3:10:30.5                         | +3:07.1                           |                                   |
| 5.                                | Simon Jean-Joseph                 | Jacques Boyeres                   | Renault Clio S1600                | 3:10:54.0                         | +3:30.6                           |                                   |
| 6.                                | Gilles Panizzi                    | Hervé Panizzi                     | Renault Clio S1600                | 3:11:15.9                         | +3:52.5                           |                                   |
| 7.                                | Filipe Freitas                    | Daniel Figueiroa                  | Renault Clio S1600                | 3:11:25.6                         | +4:02.2                           |                                   |
| 8.                                | Renato Travaglia                  | Lorenzo Granai                    | Peugeot 206 S1600                 | 3:11:28.2                         | +4:04.8                           |                                   |
| 9.                                | Vítor Sá                          | Humberto Freitas                  | Renault Clio S1600                | 3:11:36.0                         | +4:12.6                           |                                   |
| 10.                               | Miguel Campos                     | Carlos Magalhaes                  | Subaru Impreza WRX STi            | 3:11:45.7                         | +4:22.3                           |                                   |
| Mistrzostwa Portugalii            |                                   |                                   |                                   |                                   |                                   |                                   |
| 1.(2.)                            | Armindo Araujo                    | Miguel Ramalho                    | Mitsubishi Lancer Evo VIII MR     | 3:08:38.2                         | 0.0                               |                                   |